# Zeerust
Zeerust (auch Ikageleng) ist eine Stadt in der südafrikanischen Provinz Nordwest. Sie liegt in der Gemeinde Ramotshere Moiloa im Distrikt Ngaka Modiri Molema.

## Geographie
Zeerust hat 9093 Einwohner (Volkszählung 2011).
Zu Zeerust gehört das Township Ikageleng (deutsch etwa: Der Ort, den wir für uns gebaut haben), dessen Name gelegentlich auch für die gesamte Stadt verwendet wird.
Zeerust liegt am Klein Marico River und damit in der Marico-Region, die vom Groot Marico River und dem Klein Marico River gebildet wird. Zeerust ist die größte Stadt im Umkreis von rund 50 Kilometern. Die Stadt liegt ungefähr 240 Kilometer nordwestlich von Johannesburg. Die N4, die Johannesburg und das rund 50 Kilometer entfernte Botswana verbindet, führt durch die Stadt.

## Geschichte
Der ursprüngliche Name der Farm, auf der die Stadt entstand, war Sebatlani (deutsch: Staubiger Ort). Sie gehörte Caspar Hendrik Coetzee, der sie 1858 gekauft hatte. Später wurde die Farm in Hazenjacht und schließlich in Hazia bzw. Hazeah umbenannt. Coetzee ließ 1864 eine Kirche und ein Fort auf dem Gelände errichten, starb aber noch während der Bauarbeiten. 1866 ging die Farm auf Diederik Jacobus Coetzee über, der ab 1867 Parzellen der Farm als Bauland verkaufte, noch bevor die Erlaubnis zum Errichten einer Siedlung erteilt wurde.
Der Ortsname war ursprünglich Coetzee’s Rust (Coetzees Ruhe); er wurde später zu Zeerust abgekürzt. 1936 wurde Zeerust der Gemeindestatus zuerkannt. Zuvor hatte bereits die Gemeinde Jacobsdal rund zehn Kilometer südlich bestanden. Zeerust war bald bedeutender als Jacobsdal, da es an mehreren wichtigen Verkehrswegen lag.
Die am meisten gesprochenen Sprachen in Zeerust sind Setswana und Afrikaans. Die Gemeinde Zeerust wurde nach dem Ende der Apartheid in Ramotshere Moiloa umbenannt. Namensgeber war ein ortsansässiger Häuptling, der gegen die Apartheid gekämpft hatte.

## Wirtschaft und Verkehr
Zeerust ist ein wichtiges Handelszentrum für die Umgebung. Die Umgebung ist durch große viehhaltende Betriebe geprägt. Weizen, Mais, Tabak und Zitrusfrüchte werden angebaut. Daneben werden in der Umgebung Blei- und Chromerze abgebaut. Die N4 verläuft in Ost-West-Richtung durch Zeerust und ist der wichtigste Verkehrsweg der Stadt. Weitere Fernstraßen führen von Zeerust nach Gaborone und nach Mahikeng. Zeerust liegt an der Bahnstrecke Johannesburg–Mahikeng, die im Personenverkehr planmäßig nicht mehr bedient wird. Sonderzüge wie der Pride of Africa fahren jedoch weiterhin über Zeerust.

## Sehenswürdigkeiten
- Die anglikanische Kirche von 1867 kann besichtigt werden.
- Das Zeerust Museum zeigt kulturhistorische Exponate aus der Marico-Region.
- In der Nähe liegen die Ruinen von Kaditshwene, der einst größten eisenzeitlichen, aus Steinhäusern bestehenden Siedlung im südlichen Afrika.[2]

## Persönlichkeiten
- Sydney Jacobson, Baron Jacobson (1908–1988), britischer Journalist und Verleger, geboren in Zeerust
- Mogoeng Mogoeng (* 1961), südafrikanischer Jurist, geboren in Zeerust